# Serie A (Italia) 1973-74
La Serie A 1973–74 fue la 72.ª edición del campeonato de fútbol de más alto nivel en Italia y la 42.ª bajo el formato de grupo único. Lazio ganó su primer scudetto.

## Equipos participantes
| Equipo         | Ciudad    | Estadio               |
| -------------- | --------- | --------------------- |
| Bologna        | Bolonia   | Comunale de Bolonia   |
| Cagliari       | Cagliari  | Sant'Elia             |
| Cesena         | Cesena    | La Fiorita            |
| Fiorentina     | Florencia | Comunale de Florencia |
| Foggia         | Foggia    | Pino Zaccheria        |
| Genoa          | Génova    | Luigi Ferraris        |
| Internazionale | Milán     | San Siro              |
| Juventus       | Turín     | Comunale de Turín     |
| Lazio          | Roma      | Olímpico de Roma      |
| Milan          | Milán     | San Siro              |
| Napoli         | Nápoles   | San Paolo             |
| Roma           | Roma      | Olímpico de Roma      |
| Sampdoria      | Génova    | Luigi Ferraris        |
| Torino         | Turín     | Comunale de Turín     |
| Verona         | Verona    | Marcantonio Bentegodi |
| Vicenza        | Vicenza   | Romeo Menti           |

## Clasificación
| Pos. | Equipo         | Pts. | PJ | G  | E  | P  | GF | GC | Dif. | Clasificación                     |
| ---- | -------------- | ---- | -- | -- | -- | -- | -- | -- | ---- | --------------------------------- |
| 1    | Lazio (C)      | 43   | 30 | 18 | 7  | 5  | 45 | 23 | +22  |                                   |
| 2    | Juventus       | 41   | 30 | 16 | 9  | 5  | 50 | 26 | +24  | Clasificado a la Copa de la UEFA  |
| 3    | Napoli         | 36   | 30 | 12 | 12 | 6  | 35 | 28 | +7   | Clasificado a la Copa de la UEFA  |
| 4    | Internazionale | 35   | 30 | 12 | 11 | 7  | 47 | 33 | +14  | Clasificado a la Copa de la UEFA  |
| 5    | Torino         | 34   | 30 | 10 | 14 | 6  | 27 | 24 | +3   | Clasificado a la Copa de la UEFA  |
| 6    | Fiorentina     | 33   | 30 | 10 | 13 | 7  | 32 | 26 | +6   |                                   |
| 7    | Milan          | 30   | 30 | 11 | 8  | 11 | 34 | 36 | −2   |                                   |
| 8    | Roma           | 29   | 30 | 10 | 9  | 11 | 29 | 28 | +1   |                                   |
| 9    | Bologna        | 29   | 30 | 6  | 17 | 7  | 35 | 36 | −1   | Clasificado a la Recopa de Europa |
| 10   | Cagliari       | 28   | 30 | 7  | 14 | 9  | 25 | 32 | −7   |                                   |
| 11   | Cesena         | 27   | 30 | 6  | 15 | 9  | 25 | 28 | −3   |                                   |
| 12   | Vicenza        | 26   | 30 | 7  | 12 | 11 | 22 | 37 | −15  |                                   |
| 13   | Sampdoria      | 20   | 30 | 5  | 13 | 12 | 27 | 34 | −7   |                                   |
| 14   | Foggia (D)     | 18   | 30 | 6  | 12 | 12 | 20 | 34 | −14  | Descenso a Serie B                |
| 15   | Genoa (D)      | 17   | 30 | 4  | 9  | 17 | 16 | 37 | −21  | Descenso a Serie B                |
| 16   | Verona (D)     | 25   | 30 | 8  | 9  | 13 | 28 | 35 | −7   | Descenso a Serie B                |

 Fuente: BDFutbol
Notas:
1. ↑  La Lazio no se clasificó para la Copa de Europa 1974/75 como consecuencia de la descalificación impuesta por la UEFA tras los incidentes del encuentro de la Copa de la UEFA contra el Ipswich Town. Ningún otro equipo italiano tomó su lugar en la competencia.[1]
2. ↑  La Sampdoria fue sancionada con tres puntos menos por intento de soborno en el partido Atalanta - Vicenza del 20 de mayo de 1973.
3. ↑  El Foggia fue sancionado con seis puntos menos por intentar sobornar al árbitro Gino Menicucci en el partido Foggia - Milan el 19 de mayo de 1974.
4. ↑  El Verona fue colocado en último lugar por la Federación por intentar sobornar al jugador del Napoli Sergio Clerici en el partido Verona - Napoli el 21 de abril de 1974.

|            |
| Campeón    |
| S.S. Lazio |
| 1º título  |

## Resultados
| Local \ Visitante | BOL | CAG | CES | FIO | FOG | GEN | INT | JUV | LAZ | MIL | NAP | ROM | SAM | TOR | VER | VIC |
| ----------------- | --- | --- | --- | --- | --- | --- | --- | --- | --- | --- | --- | --- | --- | --- | --- | --- |
| Bologna           | —   | 3–1 | 1–1 | 1–1 | 0–0 | 2–0 | 3–0 | 0–0 | 2–2 | 3–2 | 2–2 | 0–0 | 2–1 | 2–2 | 1–2 | 4–0 |
| Cagliari          | 0–0 | —   | 0–0 | 1–0 | 1–0 | 0–1 | 1–1 | 2–1 | 0–1 | 0–1 | 0–0 | 1–1 | 2–1 | 1–1 | 1–1 | 2–0 |
| Cesena            | 3–0 | 1–1 | —   | 0–0 | 2–0 | 1–1 | 0–1 | 0–2 | 0–0 | 1–0 | 1–1 | 1–1 | 2–1 | 0–0 | 1–0 | 2–2 |
| Fiorentina        | 1–1 | 4–1 | 0–0 | —   | 0–1 | 0–0 | 1–0 | 2–0 | 1–1 | 3–2 | 1–1 | 1–0 | 1–1 | 3–1 | 2–1 | 0–1 |
| Foggia            | 1–1 | 1–1 | 1–1 | 2–1 | —   | 1–0 | 1–2 | 0–0 | 0–1 | 0–0 | 1–0 | 1–0 | 2–2 | 1–1 | 1–1 | 2–1 |
| Genoa             | 1–1 | 1–1 | 1–2 | 0–1 | 2–1 | —   | 1–1 | 0–1 | 1–2 | 0–1 | 1–2 | 2–1 | 0–2 | 0–2 | 1–0 | 1–1 |
| Internazionale    | 1–1 | 0–1 | 3–1 | 1–1 | 5–1 | 0–0 | —   | 0–2 | 3–1 | 2–1 | 2–2 | 2–0 | 2–1 | 3–0 | 0–0 | 2–0 |
| Juventus          | 1–1 | 1–1 | 2–2 | 3–1 | 2–1 | 3–0 | 2–0 | —   | 3–1 | 2–0 | 4–1 | 2–1 | 2–0 | 1–1 | 5–1 | 0–0 |
| Lazio             | 4–0 | 2–0 | 2–0 | 0–0 | 1–0 | 1–0 | 1–1 | 3–1 | —   | 1–0 | 1–0 | 2–1 | 1–0 | 0–1 | 4–2 | 3–0 |
| Milan             | 1–1 | 2–2 | 1–0 | 1–1 | 1–0 | 2–0 | 1–5 | 2–2 | 0–0 | —   | 0–0 | 2–0 | 2–1 | 1–0 | 2–1 | 1–2 |
| Napoli            | 2–0 | 1–0 | 1–0 | 2–1 | 1–1 | 1–0 | 2–1 | 2–0 | 3–3 | 1–2 | —   | 1–1 | 1–0 | 1–1 | 2–0 | 2–1 |
| Roma              | 2–1 | 2–0 | 1–0 | 0–0 | 3–0 | 2–0 | 3–3 | 3–2 | 1–2 | 1–2 | 0–1 | —   | 2–1 | 0–0 | 1–0 | 0–0 |
| Sampdoria         | 0–0 | 1–1 | 1–1 | 1–2 | 0–0 | 1–1 | 1–1 | 1–2 | 1–0 | 3–2 | 0–0 | 0–0 | —   | 1–1 | 2–1 | 2–1 |
| Torino            | 2–0 | 1–2 | 2–1 | 0–1 | 0–0 | 1–0 | 2–2 | 0–1 | 2–1 | 1–0 | 1–1 | 1–0 | 1–1 | —   | 0–0 | 1–0 |
| Verona            | 1–1 | 2–0 | 2–1 | 1–1 | 3–0 | 2–0 | 1–3 | 0–0 | 0–1 | 2–1 | 1–0 | 0–1 | 1–0 | 0–1 | —   | 1–1 |
| Vicenza           | 2–1 | 1–1 | 0–0 | 2–1 | 1–0 | 1–1 | 1–0 | 0–3 | 0–3 | 1–1 | 2–1 | 0–1 | 0–0 | 0–0 | 1–1 | —   |